# متحور ثيتا

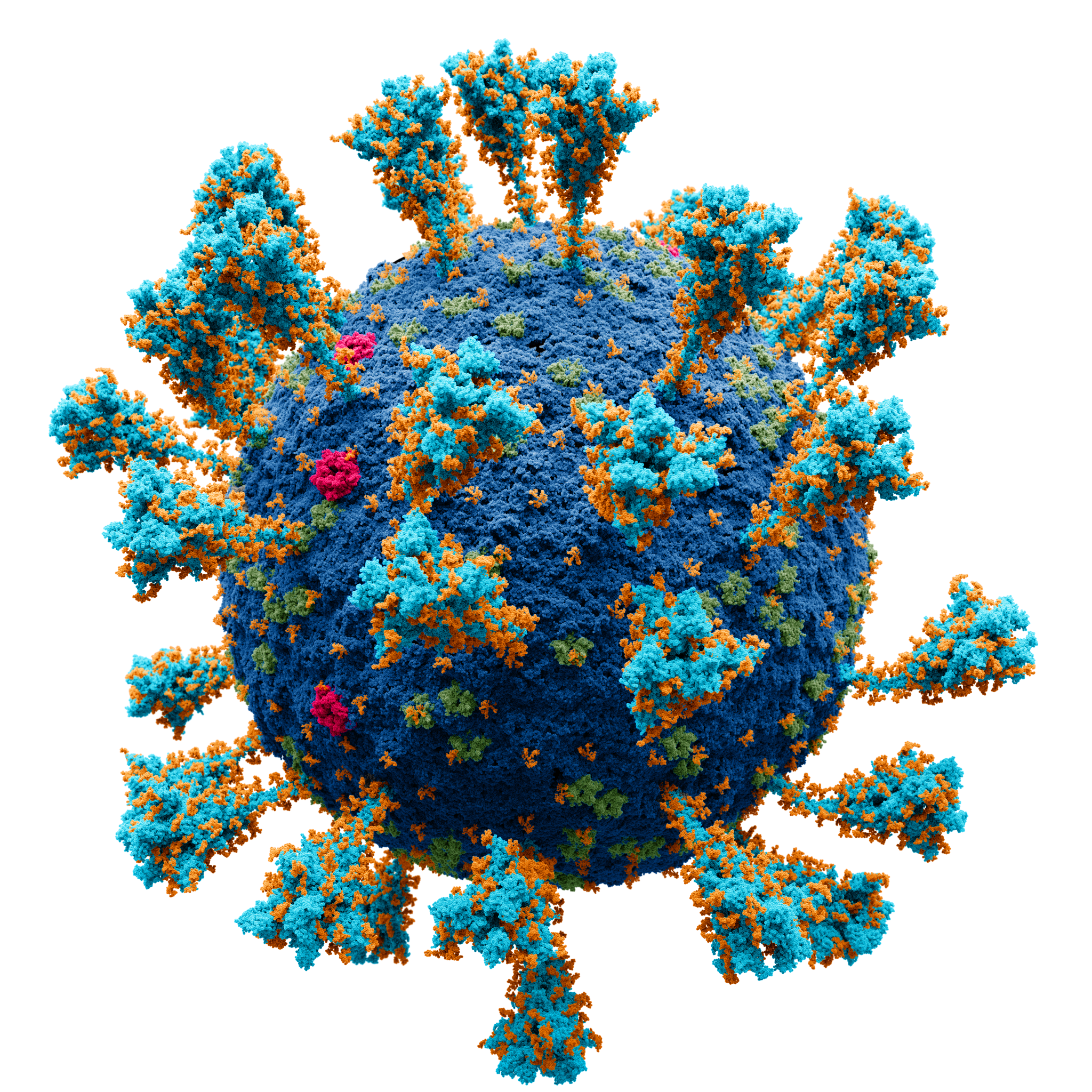
فايروس تحت المجهر

متحور ثيتا (بالإنجليزية: Theta variant)‏ واسمه الكامل سارس-كوف-2 متحور ثيتا (بالإنجليزية: SARS-CoV-2 Theta variant)‏؛ أحد تحورات فيروس كورونا المرتبط بالمتلازمة التنفسية الحادة الشديدة النوع 2، الفيروس المسبب لمرض فيروس كورونا 2019. اكتُشف هذا المتحوّر للمرة الأولى في 18 فبراير 2021 في الفلبين، ثم أكتشف في اليابان في 12 مارس من العام نفسه، وذلك عند وصول مسافر من الفلبين إلى مطار ناريتا الدولي في طوكيو. يختلف هذا المتحور عن متحورات ألفا وبيتا وغاما، اللاتي اكتشفت في المملكة المتحدة وجنوب أفريقيا والبرازيل، لكن يُعتقد أنها تُشكّل تهديدًا مشابهًا، وهو مصنف على أنه تحور قيد التحقيق ولم يصل بعد إلى مستوى مثير للقلق.

## اسمه
كان «متحور ثيتا» يعرف باسم «متحور بي 3» (بالإنجليزية: P.3)‏ أو «التسلسل بي 3» (بالإنجليزية: Lineage P.3)‏، إلى أن أعيدت تسميته بموجب نظام تسمية جديد أقر في 31 مايو 2021 من قبل منظمة الصحة العالمية، التي أطلقت على متحورات كورونا أسماءً مماثلة بالاعتماد على أسماء أحرف الأبجدية اليونانية، وهدفت من ذلك تجنيب البلدان التي تظهر فيها متحورات كورونا لأول مرة مضار نسبة المتحور إليها بعد أن شاعت الأسماء المنسوبة جغرافيًّا في وسائل الإعلام للمتحورات الخمسة الأكثر انتشارًا عالميًّا، والمُصنفة ما بين متحورات قيد المراقبة والتحقيق أو مثيرة للانتباه أو مثيرة للقلق، مثل: المتحور البريطاني، المتحور الجنوب أفريقي، المتحور البرازيلي، المتحور النيويوركي، والمتحور الهندي، وهو ما دفع «وزارة الإلكترونيات والإعلام الهندية» أن تصدر تعميمًا يحظر ويُجرم تداول الاسم، بداعي «مكافحة نشر المعلومات الكاذبة التي تضر بسمعة البلاد». جاء في بيان «منظمة الصحة العالمية» أنها اعتمدت هذا النظام بعد استشارة الخبراء الذين أجمعوا على وضع أسماء جديدة، «تكون أسهل وأكثر عملية لمناقشتها من قبل الجماهير غير العلمية».